# Els problemes de la Sally
Els problemes de la Sally (títol original en anglès The Fuller Brush Girl) és una pel·lícula estatunidenca dirigida per Lloyd Bacon i estrenada l'any 1950. Ha estat doblada al català.

## Argument
Una història rocambolesca sobre contrabandistes, productes de bellesa i assassinats que té per protagonista la pèl-roja Lucille Ball.

## Comentaris
Comèdia boja amb guió de Frank Tashlin, que amb astúcia posa un ull al cinema còmic mut (hi ha Slapstick per parar un tren) i preconitza el seu immediat futur de glòria amb Jerry Lewis. Ve a ser una prolongació de The fuller brusch man, un altre guió de Tashlin, dos anys anterior, al servei de Red Skelton.	

## Repartiment
- Lucille Ball: Sally Elliot
- Eddie Albert: Humphrey Briggs
- Carl Benton Reid: Mr. Christy
- Gale Robbins: Ruby Rawlings
- Jeff Donnell: Jane Bixby
- Jerome Cowan: Harvey Simpson
- John Litel: Mr. Watkins
- Fred Graham: Rocky Mitchell
- Lee Patrick: Claire Simpson
- Arthur Space: Insp. Rodgers